# Uogólnienie
Uogólnienie (generalizacja) – sprowadzenie pojęcia do mniej szczegółowej postaci. Jest fundamentalnym elementem logiki i rozumowania człowieka. Uogólnienie zakłada istnienie dziedziny lub zestaw elementów, jak i również jednej lub większej ilości wspólnych cech dla tych elementów. Jest podstawą wnioskowania dedukcyjnego. Aby zweryfikować uogólnienie, trzeba sprawdzić czy odnosi się do danej sytuacji.
Dla dwóch powiązanych ze sobą pojęć A i B, możemy powiedzieć, że A jest uogólnieniem B wtedy i tylko wtedy, gdy:
- każdy przypadek pojęcia B zawiera się w pojęciu A; oraz
- istnieją przypadki pojęcia A, które nie zawierają się w pojęciu B.

Na przykład, zwierzę jest uogólnieniem pojęcia ptak, ponieważ każdy ptak jest zwierzęciem i nie wszystkie zwierzęta są ptakami np. pies.
W lingwistyce relacja uogólniania nosi nazwę hiperonimii. Zatem zwierzę jest hiperonimem dla pojęcia ptak. Odwrotną relacją semantyczną jest hiponimia, zgodnie z którą pojęcie ptak jest hiponimem dla pojęcia zwierzę. Relacje te pozwalają tworzyć hierarchię pojęć (gdy dane pojęcie ma dokładnie jedno pojęcie bardziej ogólne) lub heterarchię pojęć (gdy dane pojęcie ma więcej niż jedno pojęcie bardziej ogólne).

## Przykłady

### Biologiczne uogólnienie
- zwierzę jest uogólnieniem pojęcia ssak i ptak.

### Geometryczne uogólnienie
- wielokąt jest uogólnieniem pojęcia trójkąt i kwadrat.
- hipersześcian jest uogólnieniem pojęcia kwadrat i sześcian.